# Lunar Precursor Robotic Program
Lunar Precursor Robotic Program – program NASA wykorzystujący bezzałogowe statki kosmiczne do przygotowania przyszłych załogowych misji Księżycowych. W ramach programu gromadzone są dane dotyczące promieniowania księżycowego, temperatury i warunków oświetleniowych oraz lokalizacja potencjalnych księżycowych złóż naturalnych.
Dwie misje należące do programu Lunar Precursor Robotic Program; Lunar Reconnaissance Orbiter i LCROSS zostały wystrzelone w czerwcu 2009 roku. Lunar Reconnaissance Orbiter wszedł na niską orbitę okołoksiężycową, podczas gdy sonda LCROSS uderzyła w powierzchnię Księżyca w celu obserwacji i badania jego skutków.

## Historia programu

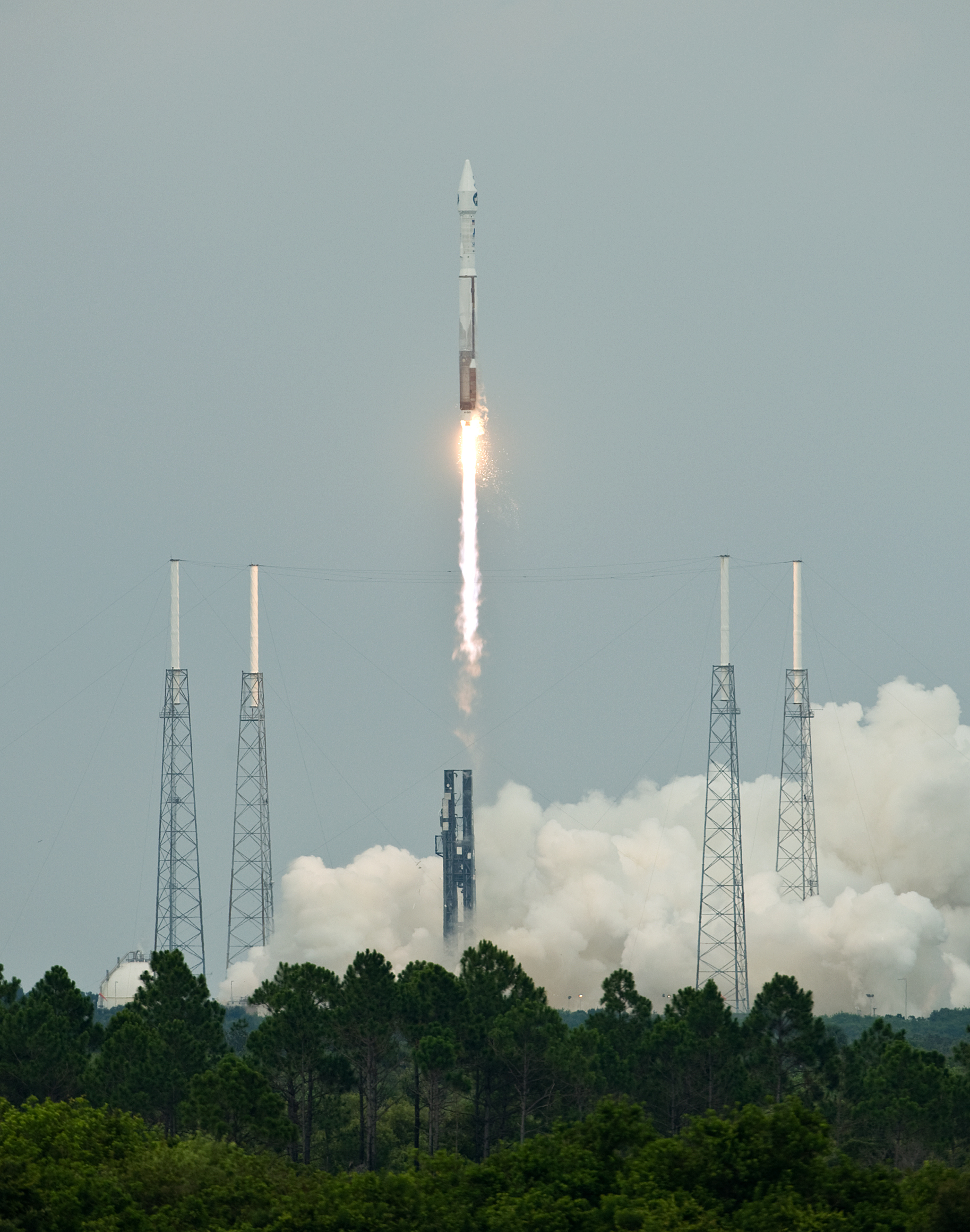
Rakieta Atlas V wynosząca sondy kosmiczne LRO i LCROSS

Początkowo program Lunar Precursor Robotic Program był częścią Science Mission Directorate należącego do NASA i nosił nazwę Robotic Lunar Exploration Program. Zarządzanie programem Robotic Lunar Exploration Program zostało powierzone Centrum Lotów Kosmicznych Roberta Goddarda w lutym 2004 roku.
W 2005 roku odpowiedzialność za program Robotic Lunar Exploration Program została przeniesiona do Centrum Badawczego imienia Josepha Amesa. W 2006 roku program został przemianowany na Lunar Precursor Robotic Program, a odpowiedzialność za program została przeniesiona do Centrum Lotów Kosmicznych imienia George’a C. Marshalla.

### Lunar Reconnaissance Orbiter
Lunar Reconnaissance Orbiter był pierwszą misją programu Lunar Precursor Robotic Program. LRO wystartował na rakiecie Atlas V 401 z Cape Canaveral Space Force Station 18 czerwca 2009 roku. Planowany start został jednak opóźniony o 20 minut z powodu burzy.
Lunar Reconnaissance Orbiter miała przebywać na orbicie okołoksiężycowej przez rok, gromadząc obrazy powierzchni Księżyca w wysokiej rozdzielczości, które umożliwiłyby utworzenie szczegółowych map.

### Lunar Crater Observation and Sensing Satellite
Misja Lunar Crater Observation and Sensing Satellite została wystrzelona wraz z sondą Lunar Reconnaissance Orbiter. Została ona wybrana jako ładunek dodatkowy w 2006 roku. Misja LCOSS zbadała stale zacieniony obszar bieguna księżycowego, doprowadzając do zaplanowanego uderzenia sondy w księżycowy krater Cabeus, 9 października 2009 roku.